# WCW Hall of Fame
O Hall da Fama da World Championship Wrestling (WCW) (originalmente conhecido como World Championship Wrestling (WCW) Hall of Fame) foi um salão da fama de wrestling profissional mantido pela World Championship Wrestling (WCW). Ele foi criado em 1993 para honrar lutadores que começaram sua carreira muito antes da década de 1990, em sua maioria, ex-lutadores da National Wrestling Alliance (NWA) e Jim Crockett Promotions (JCP), antecessoras da WCW. Os membros receberam placas comemorativas com seus nomes, sendo introduzidos por Gordon Solie, um anunciador sênior no wrestling profissional, recebendo a placa durante a "Legends Reunion" um segmento que acontecia durante o evento em pay-per-view Slamboree, em maio. O Hall da Fama da WCW foi o segundo salão da fama criado para honrar lutadores de wrestling profissional, após a criação do Hall da Fama da World Wrestling Federation (WWF) em fevereiro de 1993. Após a cerimônia do Hall da Fama de 1995, a WCW terminou a produção do evento sem um anúncio formal. Em 2001, após a falência de WCW, a WWF adquiriu todos seus pertences; o que levou ao fim formal do Hall da Fama. A WWF, no entanto, parou de produzir seu Hall da Fama em 1996, o reavivando em 2004, agora como World Wrestling Entertainment (WWE).[a]
A primeira cerimônia aconteceu em 23 de maio de 1993, no Slamboree de 1993 no The Omni em Atlanta, Geórgia. O primeiro lutador a se tornar membro foi Lou Thesz, com Verne Gagne e Mr. Wrestling II. Eddie Graham também foi introduzido naquele ano, como a primeira introdução póstuma. Em 22 de maio de 1994, no Slamboree de 1994 no Civic Center em Filadélfia, Pensilvânia, Harley Race liderou a Classe de 1994. Ole Anderson, The Crusher, introduzido postumamente Dick the Bruiser, Ernie Ladd e Masked Assassin também foram introduzidos. A última cerimônia aconteceu no Slamboree de 1995, em 25 de maio de 1995, em St. Petesburg, Flórida na Bayfront Arena, com Wahoo McDaniel liderando a Classe de 1995. Big John Studd, Terry Funk, Antonio Inoki, Angelo Poffo, Dusty Rhodes e Gordon Solie também foram introduzidos naquele ano. The Crusher, Dick the Bruiser, Rhodes, Gagne, Race e Thesz foram os únicos Campeões Mundiais dos Pesos-Pesados a serem introduzidos.

## Introduções

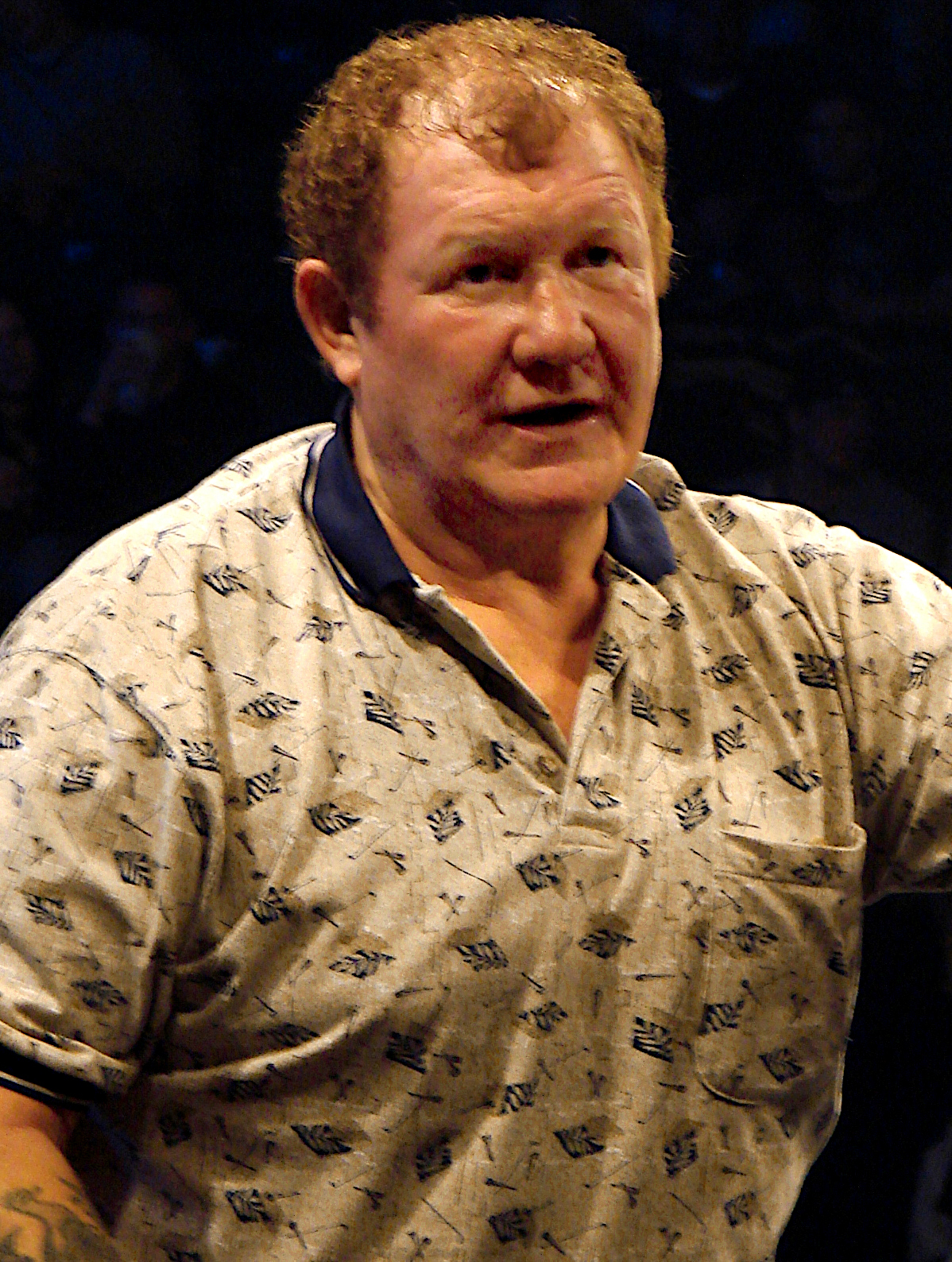
A introdução de Harley Race liderou a Classe de 1994.

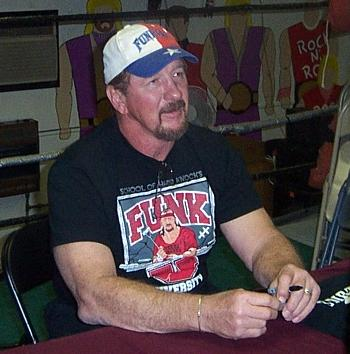
Terry Funk, introduzido em 1995.

### Classe de 1993
| Nome de ringue (Nome real)[b]     | Notas[c][d] |
| --------------------------------- | --- |
| Lou Thesz (Aloysius Martin Thesz) | Ganhou o NWA World Heavyweight Championship (3 vezes), NWA International Heavyweight Championship (1 vez) e NWA Southern Junior Heavyweight Championship (1 vez)    |
| Verne Gagne                       | Ganhou o AWA World Heavyweight Championship (10 vezes) e NWA Omaha World Heavyweight Championship) (4 vezes)                                                        |
| Mr. Wrestling II (John Walker)    | Ganhou o NWA Georgia Heavyweight Championship (10 vezes), NWA Mid-America Southern Tag Team Championship (9 vezes) e NWA Florida Heavyweight Championship (2 vezes) |
| Eddie Graham                      | Introdução póstuma: ganhou o NWA Florida World Tag Team Championship (7 vezes) e NWA United States Tag Team Championship (4 vezes)                                  |

### Classe de 1994
| Nome de ringue (Nome real)[b]     | Notas[c][d] |
| --------------------------------- | --- |
| Harley Race                       | Ganhou o NWA World Heavyweight Championship (8 vezes), NWA Central States Heavyweight Championship (9 vezes) e NWA Missouri Heavyweight Championship (7 vezes)                                                        |
| Ernie Ladd                        | Ganhou o NWA Americas Heavyweight Championship (3 vezes) e NWA Tri-State North American Heavyweight Championship (4 vezes)                                                                                            |
| The Crusher (Reggie Lisowski)     | Ganhou o AWA World Heavyweight Championship (3 vezes) e AWA World Tag Team Championship (9 vezes) |
| Dick the Bruiser (William Afflis) | Introdução póstuma: ganhou o WWA World Heavyweight Championship (11 vezes), WWE World Tag Team Championship (14 vezes), AWA World Heavyweight Championship (1 vez) e NWA Detroit United States Championship (4 vezes) |
| Ole Anderson (Alan Rogowski)      | Ganhou o AWA Midwest Heavyweight Championship (1 vez), NWA Georgia Tag Team Championship (17 vezes) e WCW World Tag Team Championship (8 vezes)                                                                       |
| Masked Assassin (Jody Hamilton)   | Ganhou o NWA Central States Heavyweight Championship (1 vez), NWA Florida Southern Heavyweight Championship (1 vez) e NWA Georgia Tag Team Championship (14 vezes)                                                    |

### Classe de 1995
| Nome de ringue (Nome real)[b]    | Notas[c][d] |
| -------------------------------- | --- |
| Wahoo McDaniel (Edward McDaniel) | Ganhou o NWA Florida Heavyweight Championship (1 vez), NWA Mid-Atlantic Heavyweight Championship (5 vezes), NWA United States Championship (5 vezes) e WCW World Tag Team Championship (4 vezes)            |
| Dusty Rhodes                     | Ganhou o NWA World Heavyweight Championship (3 vezes), NWA Florida Heavyweight Championship (10 vezes), NWA Florida Southern Heavyweight Championship (7 vezes) e NWA World Television Championship (1 vez) |
| Antonio Inoki (Kanji Inoki)      | Ganhou o NWA International Tag Team Championship (4 vezes) e NWA Los Angeles/Japan North American Tag Team Championship (2 vezes)                                                                           |
| Angelo Poffo (John Poffo)        | Ganhou o NWA Detroit United States Heavyweight Championship (1 vez) e WWE World Tag Team Championship (3 vezes)                                                                                             |
| Terry Funk                       | Ganhou o NWA World Heavyweight Championship (1 vez), ECW Championship (1 vez) e NWA Western States Heavyweight Championship (7 vezes)                                                                       |
| Big John Studd (John Minton)     | Introdução póstuma: ganhou o WWWF World Tag Team Championship (1 vez) e NWA Mid-Atlantic Tag Team Championship (4 vezes)                                                                                    |
| Gordon Solie                     | Único não-lutador a ser introduzido ao Hall da Fama e comentarista da WCW |